# Tőzegáfonya
A tőzegáfonya (Vaccinium oxycoccos) a hangafélék (Ericaceae) családjába tartozó, Magyarországon védett, tőzegmohalápokon élő jégkorszaki reliktum növényfaj.

## Elterjedése, élőhelye
Észak-Amerika, Európa és Ázsia északi részein elterjedt, tőzeglápok nedves részein él.

## Jellemzők
Alacsony, 5-10 centiméter hosszú, meddő, legyökerező oldalhajtásokkal rendelkező örökzöld törpecserje. A levelek elliptikusak, hegyes csúcsúak, legfeljebb 15 milliméter hosszúak, élük visszahajló, színük fényes zöld, fonákuk fehéres. A virágok a kúszó hajtások csúcsán erednek, a kocsányok 2-4 centiméter hosszúak, enyhén pelyhesek, hosszuk felénél általában két apró levélcsökevényt viselnek. Az enyhén rózsaszínű, vagy fehér színű párta négy cimpájú, a cimpák hátrahajlók, 5-6 milliméter hosszúak.

## Felhasználása
Védettsége miatt termésének gyűjtése, termesztése Magyarországon engedélyhez kötött. Közeli rokona, a hazánkban nem őshonos amerikai tőzegáfonya (Vaccinium macrocarpon) azonban szabadon termeszthető.

## Rokon fajok
- Fekete áfonya (Vaccinium myrtillus)
- Vörös áfonya (Vaccinium vitis-idaea)
- Amerikai tőzegáfonya (Vaccinium macrocarpon)

## Külső hivatkozások

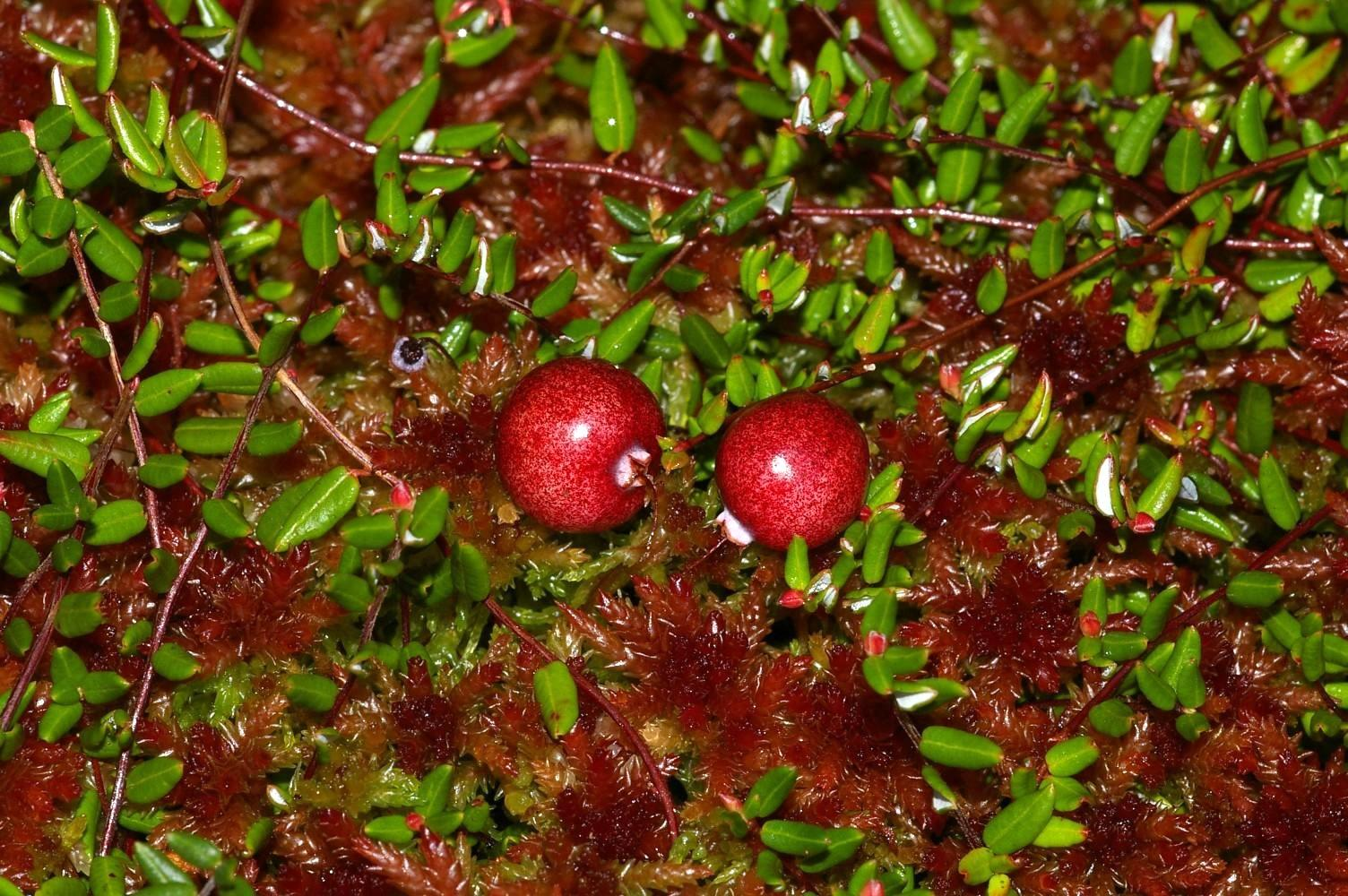
Tőzegáfonya érett bogyója

- A tőzegáfonya előnyei és hasznos információk
- A tőzegáfonya jelentősége
- Miért legyen amerikai tőzegáfonya a kertemben? Archiválva 2014. január 18-i dátummal a Wayback Machine-ben
- A tőzetáfonya 8 jótékony hatása